# 1924 год в спорте
Список 1924 год в спорте перечисляет спортивные события, произошедшие в 1924 году.

## СССР
- Чемпионат СССР по классической борьбе 1924;

### Баскетбол
- Создан клуб ЦСКА;
- Создан женский клуб ЦСКА;

### Футбол
- Торпедо (футбольный клуб, Москва)
- ФК «Красная Пресня» в сезоне 1924;
- Чемпионат Украинской ССР по футболу 1924;
- Созданы клубы:
  - «Горняк» (Ровеньки);
  - «Динамо» (Ставрополь);
  - «Зенит» (Ленинград, 1924);
  - «Металлург» (Константиновка);

### Шахматы
- Чемпионат СССР по шахматам 1924;
- Чемпионат УССР по шахматам 1924;

## Международные события

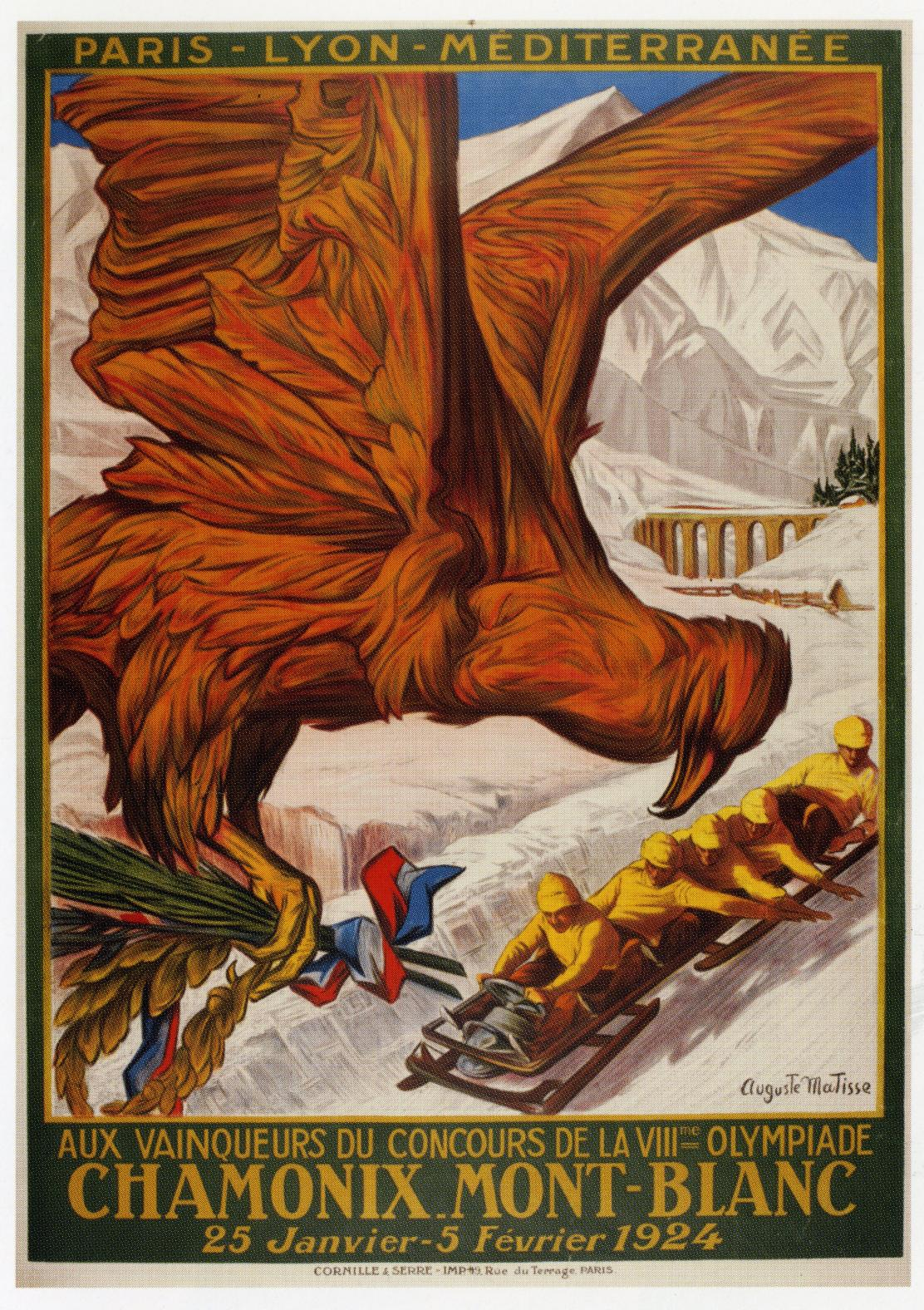
Эмблема Зимней Олимпиады 1924 года

- Роуз Боул 1924;

### Зимние Олимпийские игры 1924
- Конькобежный спорт;
- Лыжные гонки;
- Прыжки с трамплина;
- Соревнования военных патрулей;
- Фигурное катание;
- Хоккей;
- Медальный зачёт на зимних Олимпийских играх 1924;

### Летние Олимпийские игры 1924
- Академическая гребля;
- Бокс;
- Борьба;
- Велоспорт;
- Водное поло;
- Гребля на байдарках и каноэ;
- Конный спорт;
- Лёгкая атлетика;
  - Кросс;
  - Марафон;
- Парусный спорт;
- Плавание;
- Поло;
- Прыжки в воду;
- Регби;
- Современное пятиборье;
- Спортивная гимнастика;
- Стрельба;
- Теннис;
- Тяжёлая атлетика;
- Фехтование;
- Футбол;
- Итоги летних Олимпийских игр 1924 года;

### Чемпионаты Европы
- Чемпионат Европы по конькобежному спорту 1924;
- Чемпионат Европы по фигурному катанию 1924;

### Чемпионаты мира
- Чемпионат мира по фигурному катанию 1924;

### Баскетбол
Созданы клубы:
- АЕК;
- «Ираклис»;

### Футбол
- Матчи сборной Польши по футболу 1924;
- Матчи сборной СССР по футболу 1924;
- Футбольная лига Англии 1923/1924;
- Футбольная лига Англии 1924/1925;
- Чемпионат Исландии по футболу 1924;
- Чемпионат Латвии по футболу 1924;
- Чемпионат Северной Ирландии по футболу 1923/1924;
- Чемпионат Северной Ирландии по футболу 1924/1925;
- Чемпионат Уругвая по футболу 1924 (АУФ);
- Чемпионат Уругвая по футболу 1924 (ФУФ);
- Чемпионат Югославии по футболу 1924;
- Созданы клубы:
  - «Атлетико Паранаэнсе»;
  - «Атлетико Хуниор»;
  - ВПС;
  - «Джулианова»;
  - «Жувентус» (Сан-Паулу);
  - «Индаучу»;
  - «Ипиранга» (Эрешин);
  - «Исарра»;
  - «Исмаили»;
  - «Лонгфорд Таун»;
  - «Младеновац»;
  - «Монаркас Морелия»;
  - «Мура 05»;
  - «Ники Волос»;
  - «Обилич»;
  - «Португеза» (Рио-де-Жанейро);
  - «Приморье»;
  - «Реал Мурсия Империал»;
  - «Сиракуза»;
  - «Смедерево»;
  - «Спортист» (Своге);
  - «Старт» (Отвоцк);
  - «Траст»;
  - «Университарио»;
  - «Униря» (Алба-Юлия);
  - «Ферль»;
  - «Ферровариу ди Мапуту»;
  - «Херефорд Юнайтед»;
  - «Шкумбини»;
  - «Эвиан»;
  - «Эсбьерг»;
  - «Эстремадура»;

### Хоккей с шайбой
- НХЛ в сезоне 1923/1924;
- НХЛ в сезоне 1924/1925;
- Чемпионат Европы по хоккею с шайбой 1924;
- Созданы клубы:
  - «Бостон Брюинз»;
  - «Кладно»;
  - «Монреаль Марунз»;

### Шахматы
- Неофициальная шахматная олимпиада 1924;
- Нью-Йорк 1924;
- Основана ФИДЕ

### Го
- Основана Нихон Киин

### Сёги
- Основана Токийская ассоциация сёги (будущая NSR/JSA)